# Посёрское сельское поселение
Посёрское се́льское поселе́ние — муниципальное образование в Ильинском районе Пермского края Российской Федерации.
Административный центр — деревня Посёр.

## История
Статус и границы сельского поселения установлены Законом Пермской области от 10 ноября 2004 года № 1731-353 «Об утверждении границ и о наделении статусом муниципальных образований Ильинского района Пермского края»

## Население
| 2010 | 2012  | 2013  | 2014  | 2015  | 2016  | 2017  | 2018  | 2019 |
| ---- | ----- | ----- | ----- | ----- | ----- | ----- | ----- | ---- |
| 1109 | ↘1082 | →1082 | →1082 | ↘1056 | ↘1033 | ↘1031 | ↘1012 | ↘974 |

## Состав сельского поселения
| №  | Населённый пункт | Тип населённого пункта          | Население |
| -- | ---------------- | ------------------------------- | --------- |
| 1  | Бабята           | деревня                         | 5         |
| 2  | Горена           | деревня                         | 16        |
| 3  | Данихино         | деревня                         | 74        |
| 4  | Елчихина         | деревня                         | 2         |
| 5  | Еремичи          | деревня                         | 3         |
| 6  | Заполье          | деревня                         | 71        |
| 7  | Захаровцы        | деревня                         | 9         |
| 8  | Зубакина         | деревня                         | 4         |
| 9  | Катаи            | деревня                         | 4         |
| 10 | Кокаровщина      | деревня                         | 10        |
| 11 | Кокуй            | деревня                         | 3         |
| 12 | Кропани          | деревня                         | 18        |
| 13 | Ленва            | деревня                         | 3         |
| 14 | Посёр            | деревня, административный центр | 446       |
| 15 | Пустовалы        | деревня                         | 6         |
| 16 | Пустынь          | деревня                         | 5         |
| 17 | Садки            | деревня                         | 369       |
| 18 | Соколова         | деревня                         | 0         |
| 19 | Средняя Егва     | село                            | 2         |
| 20 | Средняя Мельница | деревня                         | 2         |
| 21 | Тарасы           | деревня                         | 11        |
| 22 | Тупица           | деревня                         | 12        |
| 23 | Усть-Егва        | деревня                         | 7         |
| 24 | Хрупачи          | деревня                         | 0         |
| 25 | Юркавож          | деревня                         | 27        |

### Упразднённые населённые пункты
В 2023 году упразднены деревни Деники и Степунята.